# Хитеев, Борис Никитович
Борис Никитович Хитеев (15.06.1909, Уральск — 14.09.1943, Черниговская область) — офицер связи штаба 18-го гвардейского стрелкового корпуса 60-й армии Центрального фронта, гвардии капитан. Герой Советского Союза.

## Биография
Родился 15 июня 1909 года в городе Уральск в семье служащего. Образование среднее. Работал акустиком на Коломенском патефонном заводе, ныне «Текстильмаш».
В 1941 году призван в ряды Красной Армии. В боях Великой Отечественной войны с января 1942 года. В 1943 году окончил курсы командиров при Военной академии имени М. В. Фрунзе. Воевал на Центральном фронте. Член ВКП(б) с 1942 года.
Офицер связи штаба 18-го гвардейского стрелкового корпуса гвардии капитан Б. Н. Хитеев в ходе боёв постоянно проявлял личное мужество и героизм, передавая войскам распоряжения командования корпуса и контролируя их действия. 14 сентября 1943 года при выполнении очередного боевого задания гвардии капитан Б. Н. Хитеев погиб. Похоронен в братской могиле в селе Гайворон Бахмачского района Черниговской области.
Указом Президиума Верховного Совета СССР от 17 октября 1943 года за образцовое выполнение боевых заданий командования и проявленные при этом мужество и героизм гвардии капитану Хитееву Борису Никитовичу присвоено звание Героя Советского Союза.
Награждён орденами Ленина, Отечественной войны 2-й степени, Красной Звезды.
В городе Коломна на аллее Героев установлен бюст Б. Н. Хитеева, на территории завода «Текстильмаш» — стела с его именем. Именем Героя названа улица в селе Гайворон.